# Il lupo (film 2007)
Il lupo è un film del 2007 diretto da Stefano Calvagna.
È ispirato alle vicende criminali e alla latitanza di Luciano Liboni (1957-2004), detto il Lupo, interpretato da Massimo Bonetti.
Il film è uscito nelle sale cinematografiche il 23 marzo 2007.